# مدولاسیون پهنای پالس
مُدولاسیون پهنای پالس یا مُدوله‌سازی پهنای تَپ (انگلیسی: Pulse Width Modulation, PWM)، روشی برای تنظیم توان الکتریکیِ بار، با تغییردادن زمان قطع‌ووصل شدن منبع توان به بار در هر سیکل است.
مدولاسیون پهنای پالس (PWM)، در مهندسی الکترونیک و کنترل، کاربردهای گوناگونی دارد.
بخش اصلی PWM، یک سیگنال کنترلی به شکل موج مربعی (پالس) است، به‌طوری‌که دورهٔ کاری (Duty cycle) پالس‌ها، در هر دورهٔ تناوب موج (هر سیکل)، قابل تنظیم است (شکل را ببینید). دورهٔ کاری، نسبت مدتِ High بودن موج مربعی به دورهٔ تناوب آن است، و بر حسب درصد (%) بیان می‌شود. در واقع این سیگنال، قطع و وصل شدن منبع توان به بار را تعیین می‌کند (با کنترل باز و بسته شدن یک سوییچ الکترونیکی). 
مثلاً اگر دورهٔ کاری موج مربعی، ۴۰٪ باشد، در ۴۰٪ هر دورهٔ تناوب، بار به منبع توان وصل است و در باقی آن، قطع می‌شود. در این حالت، متوسط توان بار، ۴۰٪ توان منبع خواهد بود. 
اگر یک میکروکنترولر با تغذیه ۵ ولت ({\displaystyle V_{CC}})، سیگنال PWM با دورهٔ کاری ۵۰٪ تولید کند، متوسط موج مربعی تولیدشده، برابر ۵۰٪ {\displaystyle V_{CC}}یا ۲٫۵ ولت خواهد بود. به‌طور کلی، اگر دورهٔ کاری با {\displaystyle D} نشان داده‌شود، متوسط ولتاژ، برابر با {\displaystyle V_{CC}D}، و مؤثر (RMS) آن، برابر با {\displaystyle V_{CC}{\sqrt {D}}} می‌شود.

عرض پالس سیگنال آبی رنگ (با دامنه ثابت) برای تولید یک شکل موج تقریباً سینوسی تغییر داده شده‌است. دامنهٔ موج سینوسی تولیدشده را می‌توان با تغییر دامنهٔ پالس‌ها، و فرکانس آن را با تغییر دورهٔ تناوب پالس، تغییر داد. از این روش در اینورترها استفاده می‌شود.

در طراحی منابع تغذیه و کنترل ولتاژ، مدولاسیون پهنای پالس، روشی برای کنترل توان بدون نیاز به دفع یا اتلاف توان در راه‌انداز (driver) است. در واقع PWM، تکنیکی برای کنترل ولتاژ، و بنابراین، توان است.

## مثالی از کاربرد PWM
یک لامپ ۱۰ وات، ۱۰ وات توان الکتریکی را به نور و گرما تبدیل می‌کند. برای کم‌کردن نور لامپ، مثلاً به ۵ وات، می‌توان یک مقاومت را با لامپ سری کرد تا ۵ وات به لامپ و  ۵ وات به مقاومت برسد. اگرچه این کار، عملی است، بخشی از توان در مقاومت تلف و باعث داغ‌شدن آن می‌شود، در حالی‌که منبع توان هم‌چنان ۱۰ وات را تأمین می‌کند.
راه حل این مشکل تغییر دوره کاری لامپ از راه روشن‌وخاموش کردن سریع لامپ با یک سوییچ است، به‌طوری‌که لامپ را تنها در نیمی از دوره (سیکل) روشن کند (دورهٔ کاری ۵۰٪). آنگاه متوسط توان لامپ تنها ۵ وات، و توان متوسط منبع هم تنها ۵ وات خواهد بود. اگر بخواهیم به لامپ، ۶ وات برسد، می‌توان سوییچ را برای زمان بیشتری در هر سیکل روشن گذاشت. 
این‌جا سوییچ را سیگنال PWM قطع‌ووصل می‌کند. توان انتقال‌یافته به بار متناسب با دورهٔ کاری پالس PWM است.

## انواع
- سیگما
- دلتا
- سیگما-دلتا
- مدولاسیون بردار فضایی

## کاربردها
از مهم‌ترین کاربردهای مُدولاسیون پهنای پالس، منابع تغذیه سوییچینگ و اینورترها هستند. هم‌چنین با میکروکنترلرها و PWM می‌توان نور لامپ ال‌ای‌دی یا سرعت موتورها را کنترل کرد.